# 샛돔
샛돔은 농어목 샛돔과의 바닷물고기이다.
이 물고기는 30cm로 성장할 수 있고 일본 근처 서태평양, 대만 해협과 동중국해에서 발견된다. 샛돔은 열대 바다를 선호한다. 이것은 홍콩 근처의 바다에서 발견된적이 있다. 일반적으로 370m의 표층에서 서식한다. 성체는 주로 대륙붕에 살지만 밤에는 먹이를 찾기 위해 표층으로 이동한다.